# Фріоль
Фріо́ль (ісп. і гал. Friol, МФА: [a.βa.ˈðĩn]) — муніципалітет і містечко в Іспанії, в автономній спільноті Галісія, провінція Луго, комарка Луго. Розташоване у північно-західній частині країни. Входить до складу Лугоської діоцезії Католицької церкви. Площа муніципалітету — 295,0 км², населення муніципалітету — 4348 ос. (2009); густота населення — 
. Висота над рівнем моря — 481 м.

## Назва
- Фріо́ль, або Фрйо́ль (гал. і ісп. Friol, МФА: [ˈfɾjol]) — сучасна іспанська і галісійська назва.

## Географія
Муніципалітет розташований на відстані близько 450 км на північний захід від Мадрида, 19 км на захід від Луго.

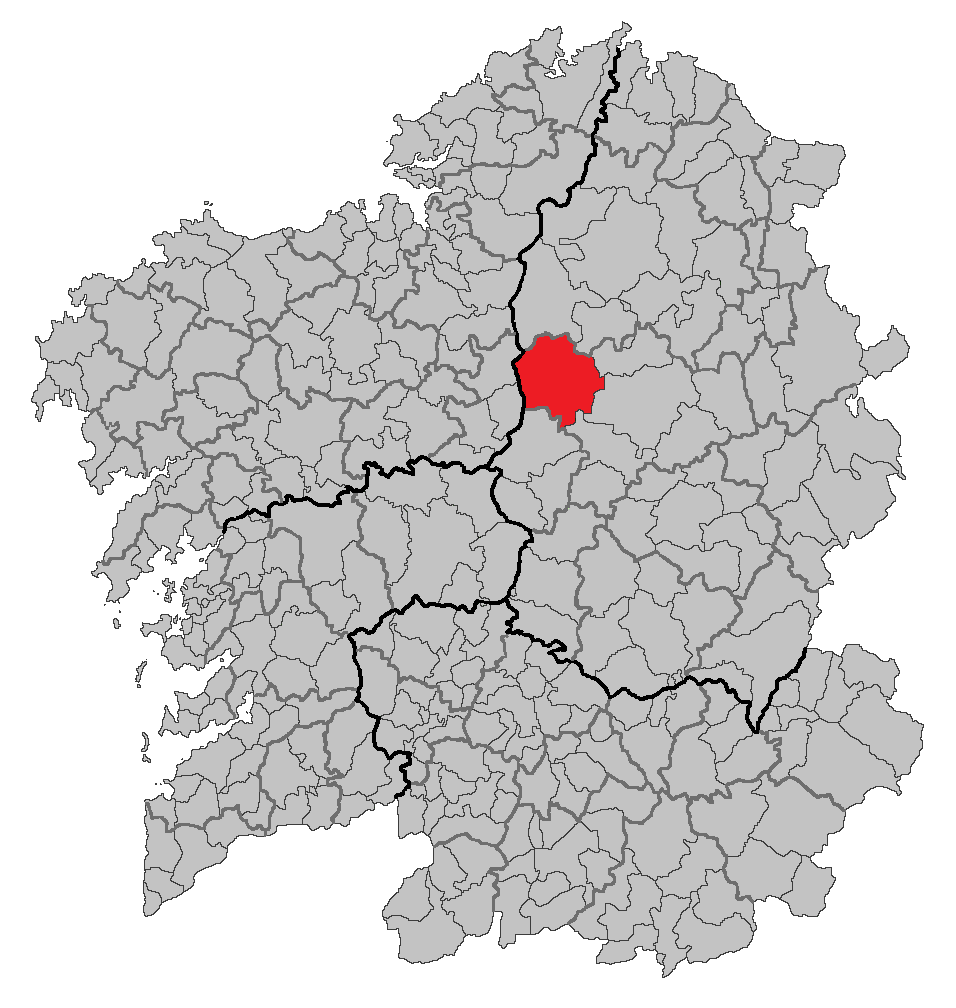
Муніципалітет у Галісії
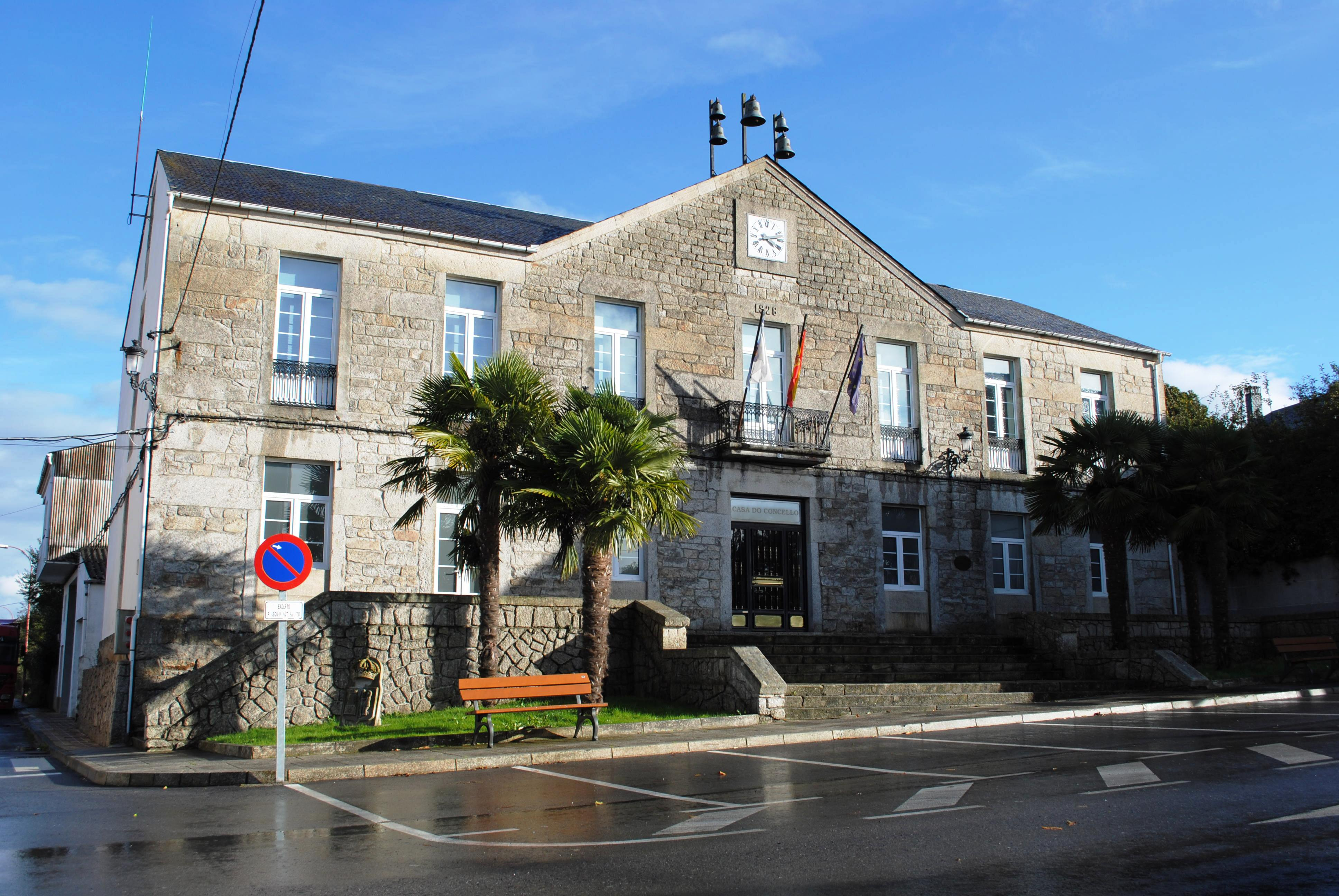
Ратуша
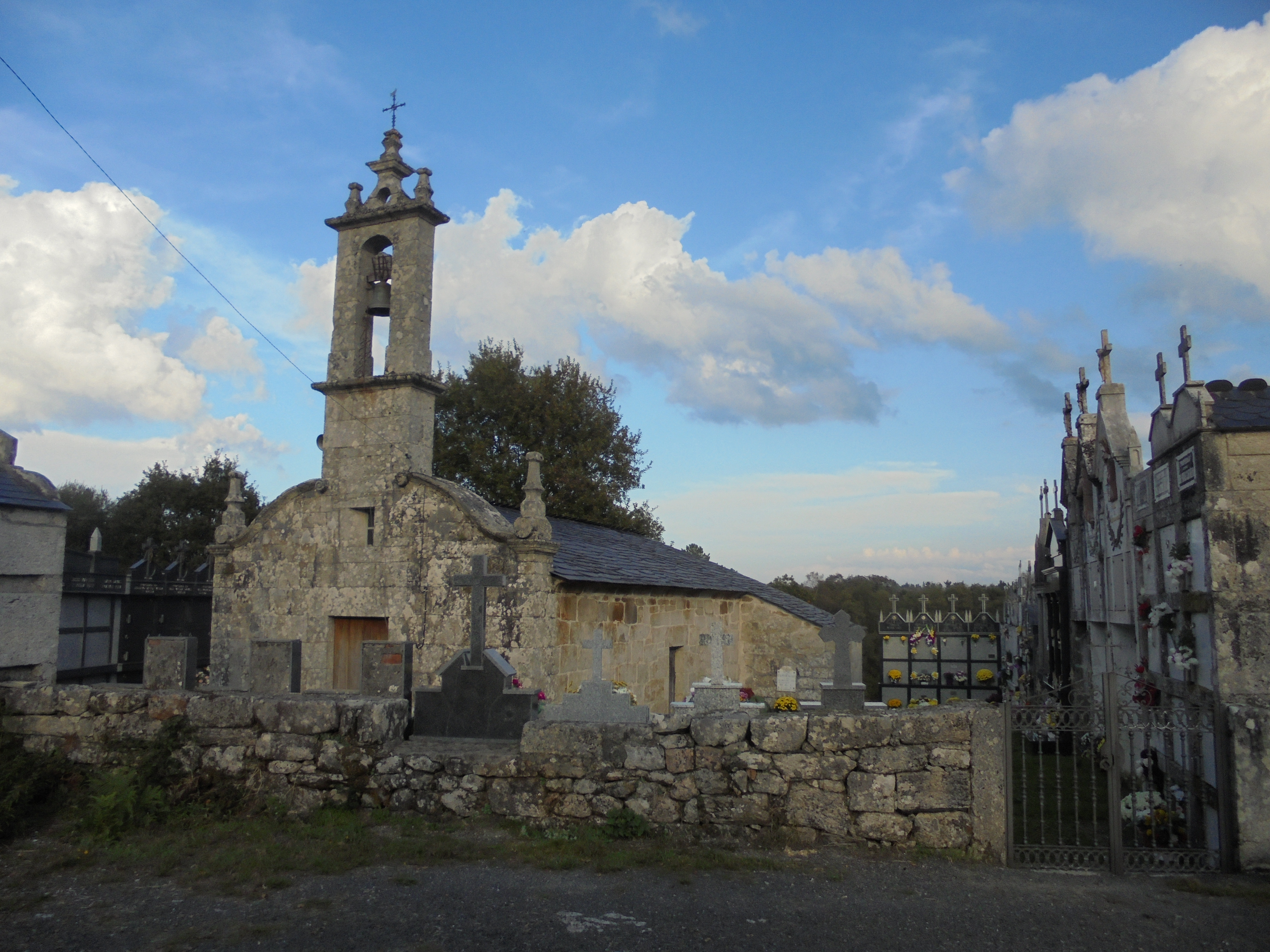
Церква
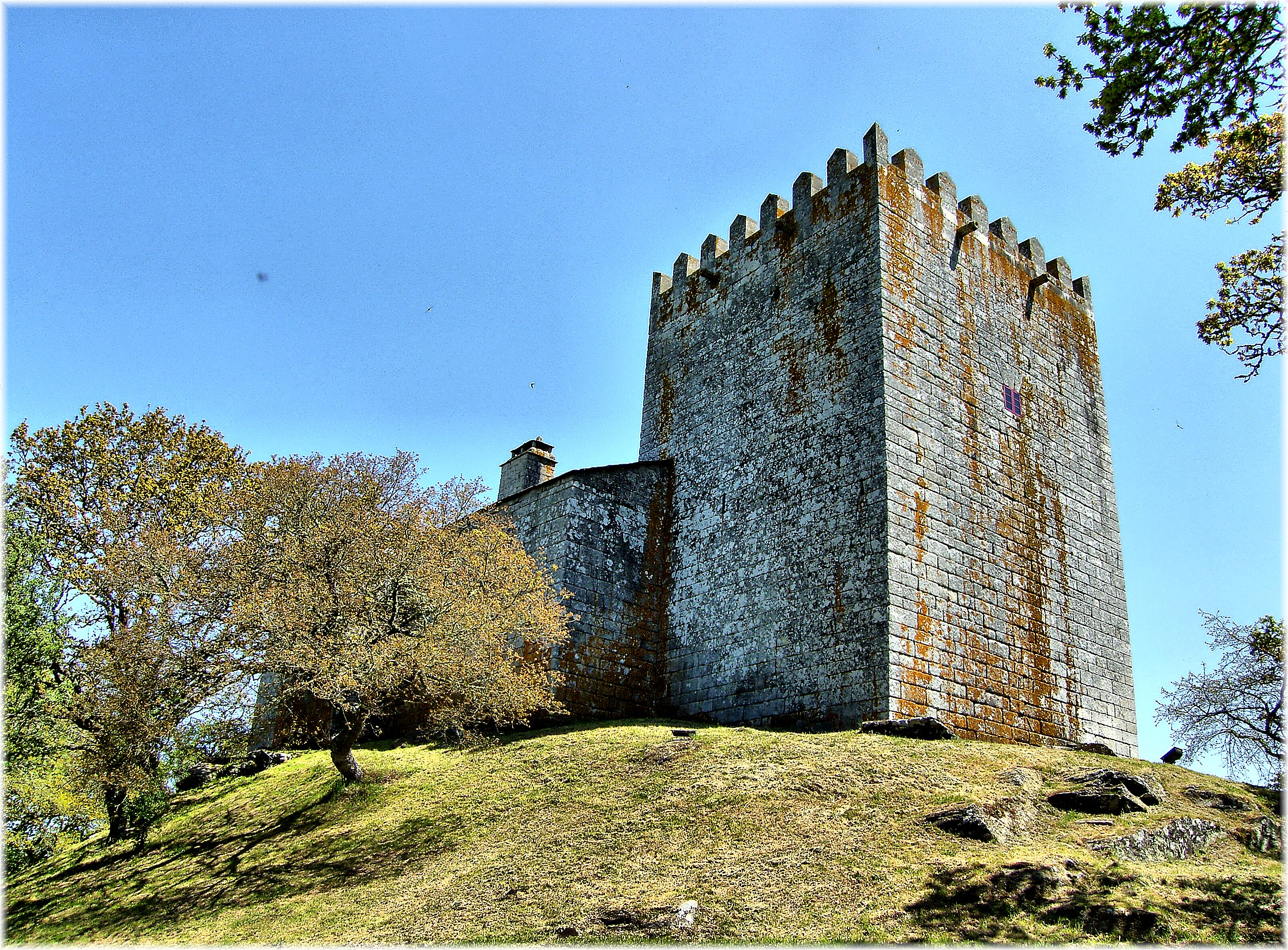
Санпайський замок
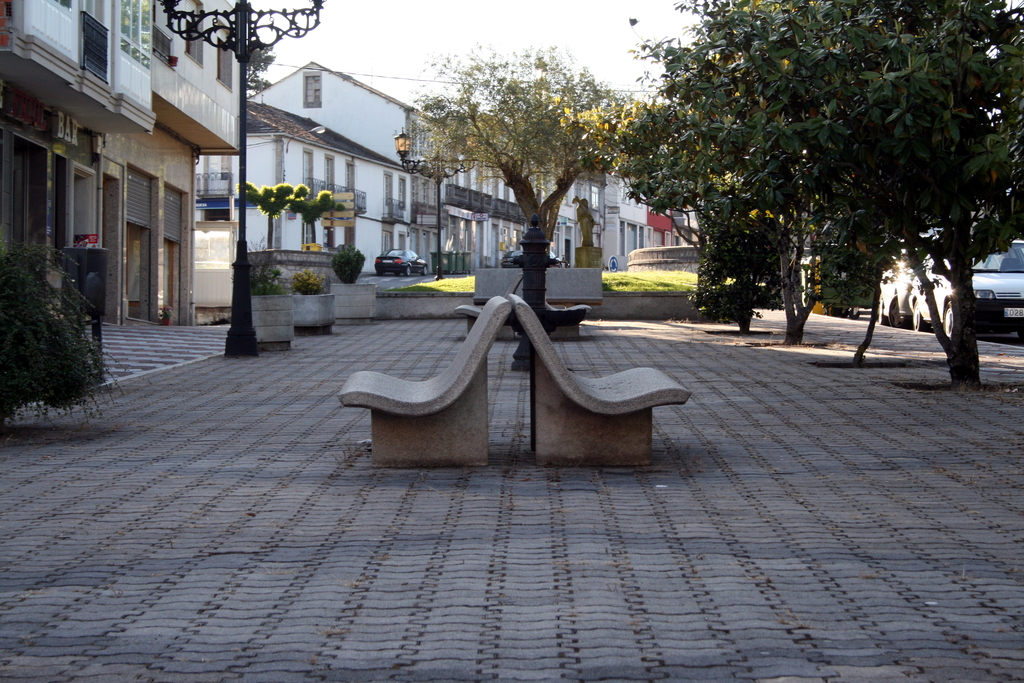
Площа

## Демографія
Динаміка населення (INE ):

## Парафії
Муніципалітет складається з таких парафій:
1. Анафрейта
2. Аншеріс
3. Бра
4. Вілафіс
5. Вілальвіте
6. Карбальйо
7. Карлін
8. Кота
9. Фріоль
10. Гімарей
11. Гульдріс
12. Ламас
13. Леа
14. Маделос
15. Мірас
16. Нарла
17. Нодар
18. Оуса
19. О-Пасіо
20. Прадо
21. Рамельє
22. Роча
23. Ройміль
24. Сан-Сібрао-да-Прегасьйон
25. Сан-Мартіньйо-де-Кондес
26. Санталья-де-Девеса
27. Сейшон
28. Сеоане-да-Прегасьйон
29. Серен
30. Сільвела
31. Трасмонте
32. Шія

## Релігія
Фріоль входить до складу Лугоської діоцезії Католицької церкви.